# Comissão Conjunta de Controle
A Comissão Conjunta de Controle (em inglês:  Joint Control Commission, JCC; em romeno:  Comisia Unificată de Control, COC; em russo:  Объединенная контрольная комиссия, ОКК) é uma força trilateral de manutenção da paz e estrutura de comando militar conjunta da Moldávia, Transnístria e Rússia que opera em uma zona desmilitarizada na fronteira entre a República da Moldávia e a Ucrânia. O território disputado é controlado pela República Moldava Peridniestriana (Transnístria, RMP).

## História
Após a Guerra da Transnístria, a Comissão Conjunta de Controle foi criada por iniciativa dos presidentes da Moldávia e da Rússia, Mircea Snegur e Boris Yeltsin, com a assinatura de um acordo de cessar-fogo em 21 de julho de 1992. É composta por soldados e oficiais das forças armadas moldavas, transnístrias e russas. Em 1998, a comissão foi ampliada com o acréscimo de 10 oficiais ucranianos como observadores militares. Além disso, a Organização para a Segurança e Cooperação na Europa também tem uma missão de observação baseada na Transnístria e participa em todas as reuniões da Comissão Conjunta de Controle. O atual mecanismo de manutenção da paz é uma missão multiestatal equipada com um mandato internacional que começou a ser destacada em 29 de julho de 1992.
Dos três lados originais que forneceram tropas, a Rússia foi tradicionalmente a que mais forneceu, com a Moldávia em segundo e o menor contingente fornecido pela Transnístria. A partir de 2006, no entanto, tanto a Moldávia como a Transnístria participam com um pouco mais soldados do que a Rússia: a Moldávia fornece atualmente 403 homens para a força, a Transnístria 411 homens e a Rússia até 385 homens.

## Missão
A Comissão Conjunta de Controle está encarregada de garantir a observância do cessar-fogo e das disposições de segurança e tem sido geralmente bem sucedida, uma vez que o conflito armado não reapareceu em nenhum momento desde 1992. A zona tampão desmilitarizada, conhecida localmente como Zona de Segurança do Vale do Dniester, segue aproximadamente o contorno do rio Dniester. Tem 225 quilômetros de comprimento e 1 a 15 quilômetros de largura.
Nos termos do acordo de 1992 com a Moldávia, a Rússia tem o direito de manter 2.400 soldados na Transnístria. No entanto, em 2006, o número de soldados russos era de apenas 1.500, com entre 349 e 385 deles designados para a CCM em qualquer momento.